# Lambert Reynst

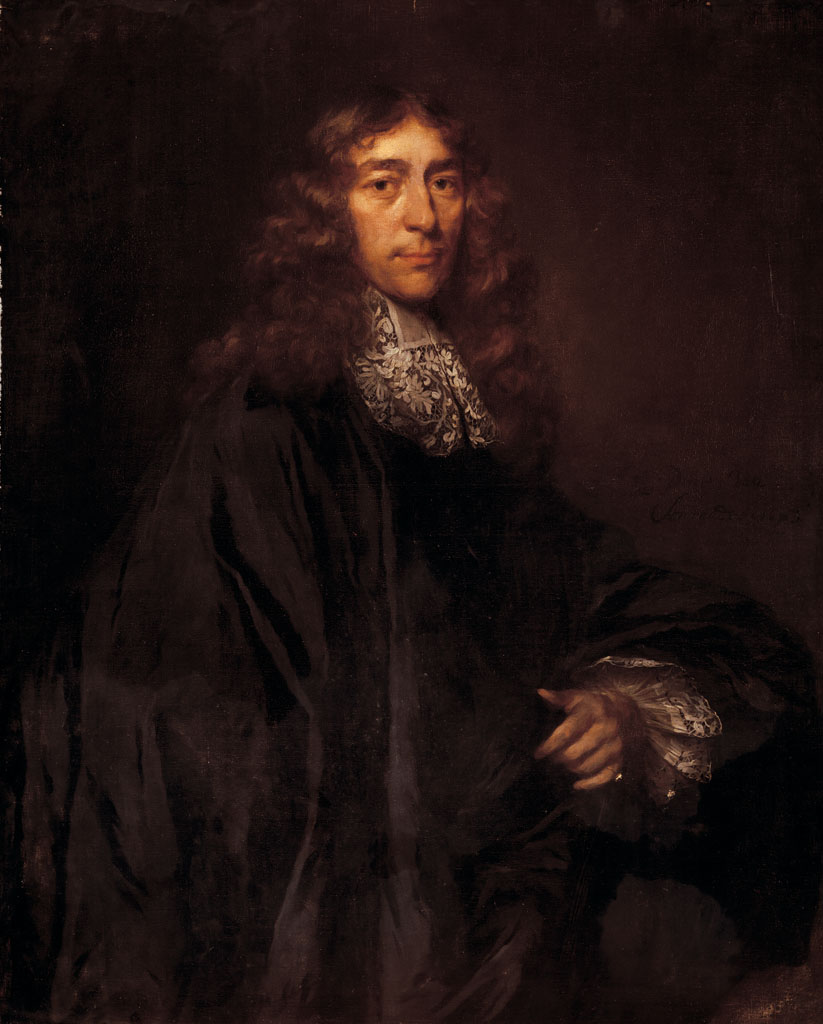
Lambert Reynst, gemalt von Pieter van Anraedt (1673)

Lambert Reynst (* 1613 in Amsterdam; † 1679 ebenda), Ambachtsherr von Amstelveen und Nieuwer-Amstel, war ein Amsterdamer Regent des Goldenen Zeitalters.

## Leben
Siehe auch: Regent von Amsterdam
Lambert entstammte dem Patriziergeschlecht Reynst. Er verehelichte sich mit Alida Bicker, einer Tochter des Amsterdamer Bürgermeisters Cornelis Bicker. Er wurde dadurch zu einem Schwager der Bürgermeister Andries de Graeff und Cornelis Geelvinck. Zu seinen weiteren Verwandten gehörte auch Ratspensionär Johan de Witt. Reynst arbeitete anfangs als Advokat. Zwischen den Jahren 1649 und 1655 war er als Ratsherr der Admiraliteit des Noorderkwartiers tätig. Von 1656 bis 1667 bekleidete Reynst das Schoutsamt der Stadt Amsterdam. Im Jahre 1667 wurde er einer der Bewindhebber der Niederländischen Ostindien-Kompanie, und  wurde auch für die Stadt Amsterdam mit der Ambachtsherrlichkeit Amstelveen und Nieuwer-Amstel belehnt. Während seiner dreimaligen Bürgermeisterschaft zwischen 1667 und 1672 empfing er Cosimo III. de’ Medici in der Schouwburg van Van Campen.
Als die Republik im Rampjaar 1672 durch England und Frankreich angegriffen wurde, stellte sich die Bevölkerung gegen die Gebrüder Johan und Cornelis de Witt und die Republikaner. So wie in anderen Städten auch, forderten große Volksmassen, dass die Amsterdamer Vroedschap von den Vertrauten und Parteigängern der De Witts gesäubert werden muss. An Mauern in der Stadt war die Aufschrift zu lesen: Seid auf der Hut, Bürger, die Verräter sind wieder aktiv. Es sind: Reinst, Vlooswijk, [Andries] de Graeff, Outshoorn, Hooft, Pol, Bontemantel. Nach dem Regimewechsel wurde die De-Graeff-Regierung (Andries, Pieter, Jacob de Graeff) nebst ihren Verwandten wie Lambert Reynst aus der Stadtverwaltung entlassen. Neben seinem Amt als regierender Bürgermeister verlor er auch die Ambachtsherrlichkeit an Johann Hudde.

## Trivia
- Seine (ehemalige) Haushälterin heiratete im Jahre 1688 den Kunstmaler Meindert Hobbema.[8]